# American Gothic (The Smashing Pumpkins)
American Gothic è un EP del gruppo rock statunitense degli Smashing Pumpkins, pubblicato nel 2008.
Il lavoro è composto da quattro brani acustici, registrati dalla band nel Pass Studio di Los Angeles, nel periodo di pausa tra il tour statunitense e quello europeo. L'artwork dell'EP è invece scaricabile dal sito ufficiale.

## Tracce
1. The Rose March – 4:32
2. Again, Again, Again (The Crux) – 3:44
3. Pox – 3:38
4. Sunkissed – 5:10